# Phycus analis
Phycus analis är en tvåvingeart som beskrevs av Krober 1911. Phycus analis ingår i släktet Phycus och familjen stilettflugor.
Artens utbredningsområde är Paraguay. Inga underarter finns listade i Catalogue of Life.